# Hrebień (obwód homelski)
Hrebień (biał. Грэбень, Hrebień; ros. Гребень, Griebień; ros. hist. Требень, Triebień) – wieś na Białorusi, w obwodzie homelskim, w rejonie żytkowickim, w sielsowiecie Rudnia.

## Historia
W XIX i w początkach XX w. położony był w Rosji, w guberni mińskiej, w powiecie mozyrskim.
Po I wojnie światowej pod administracją polską, w Zarządzie Cywilnym Ziem Wschodnich, w okręgu brzeskim, w powiecie mozyrskim. W wyniku postanowień traktatu ryskiego znalazł się w granicach Związku Sowieckiego. Od 1991 w niepodległej Białorusi.